# Heinrich Ilbertz

Heinrich Ilbertz

Heinrich Ilbertz (* 12. September 1891 in Büttgen; † 3. März 1974 ebenda) war ein deutscher Politiker (NSDAP).

## Leben und Wirken
Ilbertz besuchte die Landwirtschaftsschule in Kleve und war ab 1920 als Landwirt tätig. Von 1912 bis 1913 diente er als Einjährigfreiwilliger. Ilbertz nahm am Ersten Weltkrieg teil und wurde mehrfach verwundet.
Zum 1. Mai 1930 trat er in die NSDAP ein (Mitgliedsnummer 242.780), in der er ein Jahr später Landwirtschaftlicher Gaufachberater im Gau Düsseldorf wurde. 1932 wurde er für die NSDAP Mitglied des Preußischen Landtages bis zur Auflösung des Landtages am 14. Oktober 1933. Im September 1933 folgte seine Ernennung zum Landesobmann der Landesbauernschaft Rheinland.
Am 12. November 1933 wurde er im Wahlkreis Düsseldorf Ost für die NSDAP in den nationalsozialistischen Reichstag gewählt und blieb bis zur Auflösung des Reichstages mit Ende des Zweiten Weltkrieges Abgeordneter.
1936 wurde er zum SS-Sturmbannführer (Mitgliedsnummer 276.876) ernannt.